# Strobilomyia appalachensis
Strobilomyia appalachensis är en tvåvingeart som beskrevs av Verner Michelsen 1988. Strobilomyia appalachensis ingår i släktet Strobilomyia och familjen blomsterflugor. Inga underarter finns listade i Catalogue of Life.